# オニオン (CM制作会社)
株式会社オニオン（英: Onion Inc.）は、東京都港区白金に本社を置く、テレビCMの企画、制作などを行う企業である。

## 概要
2002年に設立。コマーシャルなど広告映像の企画・制作を手掛ける会社。
デジタル時代のプロデューサーズカンパニーとしてテレビCMを中心にしたマスメディア広告をはじめ、WebコンテンツやAR広告、グラフィック広告制作を手掛ける。
東京都港区白金に本社を持つ。

## 略歴
- 2002年3月12日、会社設立[2]

## 主なＣМ作品
※50音順
- アンファー『スカルプD まつ毛美容液』
- IQOS HOLOGRAM『HarajyukuShop OPEN』
- Wella-Professionals-illuminacolor『＃黒髪卒業式』
- Electronic Arts『FIFA18』
- 沖縄市『沖縄市観光プロモーション映像』
- Canon(China)『EOSM』
- キリン・ディアジオ『Smirnoff ICE』
- コージーコーナー『70 周年』
- コクヨ『ドットライナー』
- JR東日本『E7 debut』
- JR東日本『北陸新幹線』
- ソニー・ミュージックエンタテインメント『乃木坂46「未来の答え」』
- 東京海上日動保険『東京海上日動レンジャー』
- 東京ガス『安全 TODAY』
- DHC『コエンザイム Q10 ダイレクト』
- 日本イーライリリー『塩野義製薬／うつ病を経験したわたし』
- 日本イーライリリー『サインバルタ』
- 日本マクドナルド『マックの裏メニュー』
- 日本マクドナルド『マクドナルド総選挙』
- 日本マクドナルド『ハッピーセット ミニオン』
- PEACH JOHN『autumn』
- 日立ビルシステム『HUMAN-FRIENDRY』
- ブリリアンス『THE SAME』
- 森永乳業『フレッシュモッツァレラ』
- 安田屋『全力疾走』
- 谷沢製作所『+MET PROJECT』
- リクポ『伊藤まりかっと。』[3]
- リンナイ『DELICIA』
- レキットベンキーザー・ジャパン『メディキュット』
- レキットベンキーザー・ジャパン『ミューズ』
- ロッテ『# トッポで応援ムービー』

## 主な映画作品
- さまよう刃（2009年10月10日公開、配給・東映）[4] - 製作　
  - モントリオール世界映画祭出品
  - 主演の寺尾聰が第19回日本映画批評家大賞・主演男優賞受賞[5]
- 大木家のたのしい旅行 新婚地獄篇（2011年5月14日公開、配給・ギャガ）[4] - 製作